# 龟凤山站
龜鳳山站（韓語：구봉산역）是朝鮮民主主義人民共和國平安南道安州市的一個鐵路車站，属于清火力线和龟凤山线。

## 邻近车站
清火力线
龜鳳山站 - 清火力站
龟凤山线
松道站 - 龜鳳山站 - 东南兴站